# Cúp bóng đá Bỉ 1978–79
Cúp bóng đá Bỉ 1978–79 là mùa giải thứ 24 của giải đấu loại trực tiếp chính của bóng đá Bỉ, Cúp bóng đá Bỉ.

## Vòng chung kết
Trận chung kết diễn ra ở Sân vận động Heysel giữa K. Beerschot V.A.C.  và Club Brugge K.V. , K. Beerschot V.A.C. giành chiến thắng 1-0.